# I Love Lucy
I Love Lucy és una comèdia de situació de televisió nord-americana que es va emetre originalment a la cadena CBS del 15 d'octubre de 1951 al 6 de maig de 1957, amb un total de 180 episodis de mitja hora que abasten sis temporades. L'espectacle estava protagonitzat per Lucille Ball, el seu llavors actual marit, Desi Arnaz, Vivian Vance i William Frawley. Seguia la vida de Lucy Ricardo (Ball), una jove mestressa de casa de classe mitjana a la ciutat de Nova York, que sovint planejava activitats amb els seus millors amics Ethel i Fred Mertz (Vance i Frawley) per aparèixer al costat del seu marit i cap de la banda Ricky Ricardo (Arnaz) a la seva discoteca, provant diverses maneres per passar a formar part del negoci de l'espectacle. Després de finalitzar la sèrie el 1957, una versió modificada va continuar durant tres temporades més amb 13 especials d'una hora; va funcionar del 1957 al 1960. Primer va ser conegut com The Lucille Ball-Desi Arnaz Show i, més tard, es va repetir com The Lucy – Desi Comedy Hour.
I Love Lucy es va convertir en el programa més vist als Estats Units en quatre de les seves sis temporades i va ser el primer a acabar al capdamunt de les classificacions de Nielsen. A partir del 2011, els episodis de l'espectacle s'han distribuït en desenes d'idiomes a tot el món i continuen sent populars entre un públic nord-americà amb una audiència de 40 milions cada any. Una versió acolorida del seu episodi nadalenc va atreure més de 8 milions d’espectadors quan CBS el va emetre en horari de màxima audiència el 2013, 62 anys després de l'estrena del programa; CBS ha emès dos o tres episodis amb color afegit cada any des de llavors, un cop per Nadal i de nou a la primavera.
L'espectacle, que va ser el primer programa de televisió amb guió que es va rodar en una pel·lícula de 35 mm davant d’un públic d’estudi, pel director de fotografia Karl Freund, va guanyar cinc premis Emmy i va rebre nombroses nominacions i distincions. Va ser el primer espectacle que va comptar amb un repartiment coral. Sovint és considerada com una de les sitcom més grans i influents de la història. El 2012, va ser votat el "Millor programa de televisió de tots els temps" en una enquesta duta a terme per la revista ABC News i People.

## Repartiment

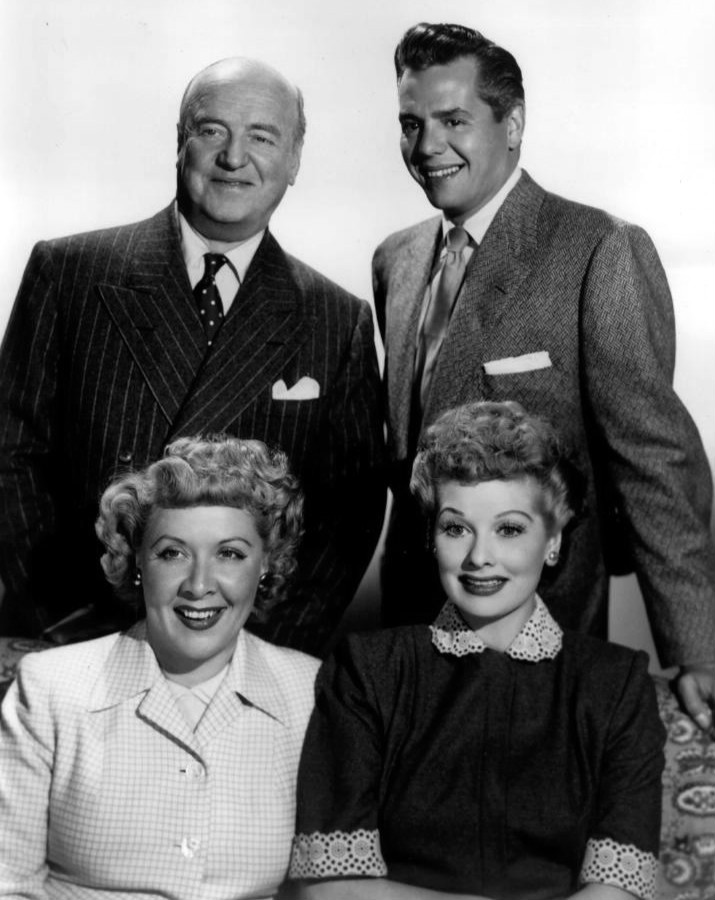
Membres del repartiment de l'esquerra, de peu: William Frawley, Desi Arnaz, asseguts: Vivian Vance i Lucille Ball

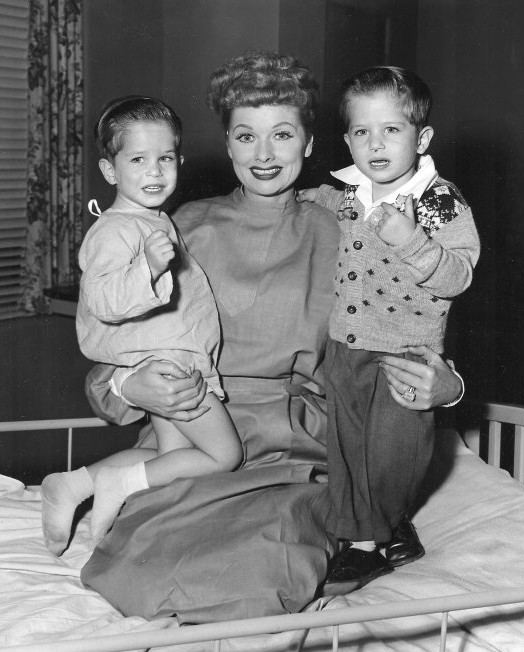
Mike (esquerra) i Joe Mayer van interpretar a Little Ricky de petit.

- Lucille Ball com a Lucille Esmeralda "Lucy" McGillicuddy Ricardo
- Desi Arnaz com Enrique Alberto Fernando i de Acha "Ricky" Ricardo III
- Vivian Vance com a Ethel Mae Potter Mertz (alternativament "Ethel Louise" i "Ethel Roberta")
- William Frawley com a Frederick "Fred" Hobart Mertz
- Richard Keith com a Enrique Alberto Ricardo IV (" Ricky Ricardo Jr. ")
- Els bessons Mike Mayer i Joe Mayer van interpretar a "Little Ricky" de petit
- Kathryn Card com a mare de Lucy, la Sra. McGillicuddy (també Minnie Finch en l'episodi anterior "Fan Magazine Entrevista")
- Richard Reeves com a Mr. Foster i diversos personatges
- Mary Jane Croft com a Betty Ramsey i diversos personatges
- Frank Nelson com a Freddie Fillmore, Ralph Ramsey i diversos personatges
- Jerry Hausner com a agent de Ricky Jerry (també Joe a " Lucy Does a TV Spot ")
- Doris Singleton com Carolyn Appleby (originalment es deia Lillian Appleby; però després de la primera aparició de Singleton al programa, els productors van considerar que els noms de Lillian i Lucy sonaven massa similars, de manera que el seu nom es va canviar per Carolyn)
- Shirley Mitchell com a Marion Strong, un paper que va començar Margie Liszt
- Elizabeth Patterson com a Sra. Matilda Trumbull (també la Sra. Willoughby a l'episodi anterior "The License License")
- Charles Lane com a diversos personatges
- Barbara Pepper com a diversos personatges
- Bob Jellison com a Bobby the Bellboy en els episodis de Hollywood (també Milkman en l'episodi anterior "The Gossip")

Gale Gordon i Bea Benaderet, membres del repartiment de My Favorite Husband, van ser contractats originalment per als papers de Fred i Ethel, però cap dels dos va poder acceptar a causa dels compromisos anteriors. Gordon va aparèixer com a estrella convidada en tres episodis, interpretant al cap de Ricky, el senyor Littlefield, en dos episodis, i més tard en un episodi d'una hora com a jutge del tribunal civil. Gordon va ser un veterà dels clàssics dies de la ràdio en què va perfeccionar el paper del personatge exasperat, com a Fibber McGee i Molly and Our Miss Brooks. Continuaria co-protagonitzant Ball amb totes les seves publicacions: la sèrie I Love Lucy (The Lucy Show, Here's Lucy i Life with Lucy). Benaderet va ser una estrella convidada en un episodi com a senyoreta Lewis, una veïna dels Ricardo.
Barbara Pepper (que més tard apareix com Doris Ziffel a la sèrie Green Acres) també es considerava que interpretava a Ethel, però Pepper havia begut molt després de la mort del seu marit, Craig W. Reynolds. La seva amistat amb Ball es remunta a la pel·lícula Roman Scandals, en què tots dos apareixien com Goldwyn Girls. Tanmateix, va aparèixer en almenys nou episodis d' I Love Lucy en petites aparicions.
Molts dels noms dels personatges corresponien als familiars o amics íntims de Lucille Ball; per exemple, Marion Strong va ser una de les seves millors amigues i companya de pis durant un temps a Nova York. Lillian Appleby era professora de Lucy quan va fer una producció amateur. Pauline Lopus era amiga de la infància, Fred també era el nom del seu germà i avi. Lucy i Desi tenien un gerent empresarial que es deia Andrew Hickox i, en el primer episodi de la temporada 4, anomenat "The Business Manager", Lucy i Ricky contracten un home anomenat Mr. Hickox.

### Equip de producció original
- Directors: Marc Daniels (33 episodis, 1951-53); William Asher (101 episodis, 1952-57); James V. Kern (39 episodis, 1955-57)
- Productor de televisió: Jess Oppenheimer (153 episodis, 1951-56); Desi Arnaz (productor executiu: 124 episodis, 1952-56; productor: 26 episodis, 1956-57)
- Escriptors: Jess Oppenheimer (escriptor principal, temporades 1-5), Madelyn Pugh Davis i Bob Carroll Jr. (Totes les estacions, inclosa Lucy-Desi Comedy Hour), Bob Schiller i Bob Weiskopf (Temporades 5-6 i Lucy-Desi Comedy Hour)
- Música original: Wilbur Hatch (33 episodis, 1951–54); Eliot Daniel (135 episodis, 1952–57); Marco Rizo (1951–1957)
- Cinematografia: Karl Freund (149 episodis, 1951-56)
- Disseny de vestuari : Elois Jenssen (57 episodis, 1953–55), Edward Stevenson (66 episodis, 1955-60)
- Muntatge: Dann Cahn, Bud Molin